# Rumsko
Rumsko (kaszb. Rãbskò lub też Rëmskò, niem. Rumbske) – wieś w Polsce położona w województwie pomorskim, w powiecie słupskim, w gminie Główczyce w pobliżu drogi wojewódzkiej nr 213. 

## Nazwa
Nazwa, odnotowana po raz pierwszy w formie Rumptzke w 1469, ma pochodzenie słowiańskie i może być odczytana dwojako:
- jako nazwa topograficzna, wyprowadzona od pomorskiej nazwy pospolitej *rąb „poręba” przy pomocy formantu -sko[6],
- jako nazwa dzierżawcza, wyprowadzona od nazwy osobowej Rąb przy pomocy formantu -sko[6].

Friedrich Lorentz odnotował formy nazwy w lokalnych gwarach słowińskich: Rȧ̃mskɵ, Rä̀mskɵ wraz z nazwami mieszkańców: Rȧ̃mščȯu̯n : Rä̀mščȯu̯n, Rȧ̃mščȯu̯nkă : Rä̀mščȯu̯nkă „rumszczanin, rumszczanka”. Niemiecka nazwa Rumbske jest adaptacją fonetyczną pierwotnej nazwy słowiańskiej. Polska nazwa Rumsko w miejsce oczekiwanej *Rąbsko jest wynikiem adaptacji fonetycznej wymowy słowińskiej.
Rada Języka Kaszubskiego proponuje kaszubską formę nazwy Rëmskò.

## Historia
W pobliżu dzisiejszej wsi Rumsko znajdują się wały słowiańskiego grodziska zbudowanego w IX wieku. Jest to grodzisko wyżynne, dwuczłonowe, cyplowe. Człon I — pierścieniowaty, człon II — z wałem zaporowym. Grodzisko to jest typowym grodziskiem zakładanym przez Słowian w okolicach bagiennych. Rumsko stanowiło ogniwo w łańcuchu obronnym tworzonym także przez grodziska Równo i Siodłonie. Obok, w dolinie Pustynki, zlokalizowano wczesnośredniowieczne cmentarzysko kurhanowe.
Wieś stanowiła kolejno własność rodzin von Stojentin (od XV w.), von Podewilsów (od końca XVII w.), von Bieberstein (od roku 1731), von Kleist (od roku 1773) by ostatecznie – w roku 1803 – trafić do majątku rodziny von Krockow. Pierwszymi nabywcami byli bracia August Christoph Heinrich oraz Ernst Wilhelm Friedrich Albrecht. W latach 1847–1848 zbudowana została reprezentacyjną siedziba rodowa – spalona przez Sowietów w roku 1945. Z tej linii rodziny pochodzi Christian Graf von Krockow.
W latach 1975–1998 miejscowość administracyjnie należała do województwa słupskiego.